# Comunità montana Lario Orientale - Valle San Martino
La Comunità montana Lario Orientale - Valle San Martino è una comunità montana della Lombardia, nata con la Legge Regionale n. 19 del 27/06/2008 dalla fusione delle due preesistenti Comunità montana della Valle San Martino e Comunità montana del Lario Orientale.
La sede legale è a Galbiate in provincia di Lecco ma fanno parte della comunità anche alcuni comuni appartenenti alla provincia di Bergamo.